# Ієн Гардінг
Ієн Гардінг (англ. Ian Harding; нар. 16 вересня 1986, Гайдельберг, ФРН) — американський актор. Він найбільш відомий своєю роллю Езри Фітца в містичній драмі «Милі ошуканки» з 2010 по 2017 рік.

## Біографія
Гардінг народився в Гейдельберзі, Західна Німеччина, в родині американського військового. Через кілька років його родина переїхала до Вірджинії, де він приєднався до драматичного гуртка у своїй середній школі Georgetown Preparatory School у Північній Бетесді, штат Меріленд. Пізніше він здобув ступінь бакалавра образотворчих мистецтв в Університеті Карнегі-Меллона.

## Кар'єра
Гардінг отримав роль Езри Фітца, кохання Арії Монтгомері (Люсі Гейл) у містичній драмі «Милі ошуканки», заснованій на однойменній серії книг Сари Шепард. Серіал тривав з 8 червня 2010 року по 27 червня 2017 року. Гардінг виграв сім премій Teen Choice Awards за свою роль.

## Особисте життя
Гардінг одружився з Софі Харт у 2019 році. Їхня перша дитина, син, народився у вересні 2022 року.
Гардінг співпрацює з Американським фондом лікування вовчака, щоб зібрати кошти та просвітницьку роботу для дослідження та навчання вовчака, щоб підтримати свою матір, яка живе з вовчаком понад 20 років.

## Фільмографія
| Рік       |    | Українська назва              | Оригінальна назва                | Роль           |
| --------- | -- | ----------------------------- | -------------------------------- | -------------- |
| 2009      | ф  | Парк культури і відпочинку    | Adventureland                    | Препстер       |
| 2010      | с  | Морська поліція: Лос-Анджелес | NCIS: Los Angeles                | Куртіс Лакросс |
| 2010      | ф  | Кохання та інші ліки          | Love & Other Drugs               | Стажер         |
| 2010—2017 | с  | Милі ошуканки                 | Pretty Little Liars              | Езра Фітц      |
| 2011      | ф  | Смертельні казки              | Deadtime Stories: Volume 2       | Раян           |
| 2012      | тф | Я не діджей                   | I'm Not a DJ                     | Меттью         |
| 2016      | ф  | Супер Новас                   | Super Novas                      | Алекс          |
| 2016      | ф  | Перерва: мюзикл               | Break: The Musical               | Зірка          |
| 2017      | ф  | Люди, яких ви можете знати    | People You May Know              | Філіпп         |
| 2017      | с  | Перевернути сценарій          | Flip the Script                  | Продюсер       |
| 2017      | с  | Тонкий лід                    | Thin Ice                         | Ендрю          |
| 2018      | ф  | Офісний розковбас             | Office Uprising                  | Ніколас Фром   |
| 2019      | ф  | Аутсайдери                    | Ford v Ferrari                   | Ієн            |
| 2019      | с  | Медики Чикаго                 | Chicago Med                      | Філіпп Девіс   |
| 2020      | мс | Кіпо та епоха дивозвірів      | Kipo and the Age of Wonderbeasts | Гарріс         |
| 2021      | с  | Приватний детектив Магнум     | Magnum P.I.                      | Ейден Вокер    |
| 2022      | с  | Довгий повільний видих        | Long Slow Exhale                 | Едді Гаган     |
| 2022      | ф  | Привиди Різдва                | Ghosts of Christmas Always       | Пітер Барон    |
| 2022      | ф  | Ненависник                    | The Hater                        | Брент          |
| 2024      | тф | Магія лимонних крапель        | The Magic of Lemon Drops         | Рорі           |
| 2024      | ф  | Наша маленька таємниця        | Our Little Secret                | Логан          |